# Westbrook Real Estate Partners
Pour les articles homonymes, voir Westbrook.
Westbrook Partners est une société qui gère plusieurs fonds de pension américain. Spécialisée dans la vente à la découpe, elle a des bureaux à New York, San Francisco, Londres, Paris et Tokyo. De 1992 à 2005, Westbrook a investi, à travers six fonds de pension, 5 milliards de dollars de titres dans des transactions immobilières s'élevant à 20 milliards de dollars.

## Opérations immobilières

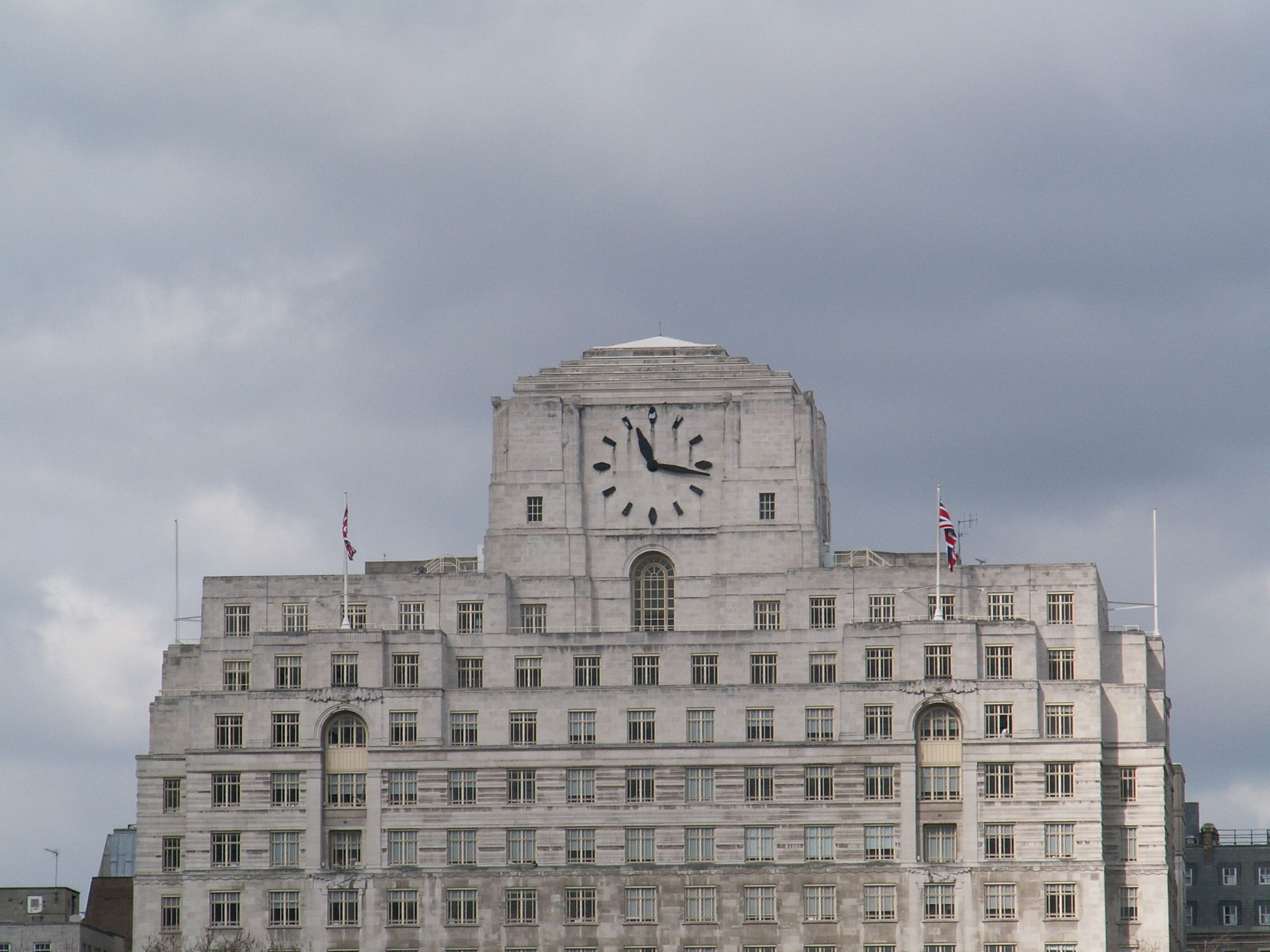
Shell Mex House, un bâtiment art déco, à Londres, conçu par Ernest Joseph. Ancien siège de Shell, il a été racheté en 2007 par Westbrook pour 988 millions de dollars.

En 2002, Westbrook a signé un accord avec Gecina, conditionné au succès de l'offre publique en cours sur Simco.
En 2003, Westbrook a ainsi acheté 3 500 lots auprès de la foncière Gecina, affirmant son intention de les vendre à la découpe. Westbrook a cependant opté pour des reventes en bloc en 2007, afin de couper court aux dispositions plus contraignantes prévues par la loi Aurillac de juin 2006. Il a ainsi vendu 400 à 500 logements parisiens à des prix inférieurs au marché (environ 30 % ), dont environ 140 à l'Union française de gestion (UFG), une filiale du Crédit Mutuel Nord Europe,. 
Elle a acheté en 2006 l'hôtel Saint-Lazare à la SOVAFIM, suscitant l'opposition d'associations de mal-logés .
Elle a racheté en juillet 2007 le siège de Shell, à Londres (le Shell Mex House, un bâtiment art déco), la transaction s'élevant à 988 millions de dollars.
Ses pratiques de vente à la découpe sont controversées: à New York, certains habitants d'immeubles appartenant à Westbrook ont parlé de « harcèlement » ,,. Certains observateurs signalent par exemple qu'elle fait monter dramatiquement le prix de l'immobilier à East Village et Lower East Side, à Manhattan.